# نظریه محاسباتی ذهن

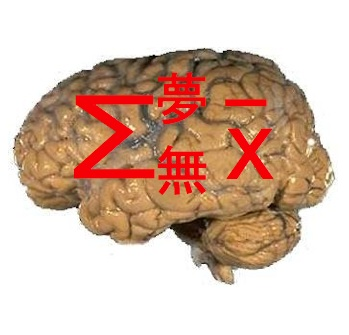
نمادهای مغز

نظریه محاسباتی ذهن، در فلسفه، دیدگاهی می‌باشد که در آن ذهن انسان به عنوان یک سیستم پردازش اطلاعات تصور می‌شود و تفکر یک شکل از محاسبه تلقی می‌شود. این نظریه در شکل مدرن خود، در سال ۱۹۶۱ توسط هیلاری پاتنم ارائه شد و در دههٔ ۶۰ - ۷۰ توسط جری فودور گسترش یافت. این دیدگاه در روانشناسی دیدگاه رایجی است و نظریه پردازان روانشناسی تکاملی آن را به عنوان یک اصل می‌پذیرند.
در این نظریه، ذهن به عنوان یک محاسبه‌گر یا دستکاری کنندهٔ نماد عمل می‌کند. ذهن ورودی را از دنیای طبیعی گرفته، محاسبه و پردازش می‌کند و خروجی‌های جدیدی را به شکل‌های انتزاعی یا واقعی درست می‌کند. یک محاسبه، یک فرایند گرفتن ورودی و دنبال کردن مرحله به مرحلهٔ الگوریتم برای بدست آوردن یک خروجی مشخص است. نظریه محاسباتی ذهن ادعا می‌کند که جنبه‌های معینی از ذهن وجود دارد که فرایندهای مرحله به مرحله‌ای را برای پردازش واقعیت‌های دنیای واقعی دنبال کند؛ با این حال این نظریه ادعا نمی‌کند که محاسبه برای تفکر کردن کافی است.
نظریه محاسباتی ذهن برای ورودی یک محاسبه به واقعیت‌های خارجی نیاز دارد که به شکل نمادهایی از اشیاء مختلف است. یک کامپیوتر (محاسبه‌گر) نمی‌تواند یک شئ واقعی را محاسبه کند بلکه باید آن را به شئ‌ای در شکلی جدید ترجمه شده را محاسبه کند. نظریه محاسباتی ذهن و نظریه ارائهٔ ذهن هر دو به این که حالات ذهنی به صورت واقعیت‌های خارجی ارائه شوند نیاز دارند و از این نظر به هم مرتبط‌اند. یکی از تفاوت‌های موجود در نظریه این است که نظریه ارائهٔ ذهن، ادعا می‌کند که همه حالات ذهنی واقعیات خارجی اند؛ در حالی که نظریه محاسباتی می‌گوید که حالات ذهنی قطعی مثل درد یا افسردگی ممکن است که واقعیت خارجی نباشند و لذا برای اعمال محاسباتی مناسب نباشند. این حالات ذهنی غیرقابل ارائه (در خارج) به عنوان کوالیا (کیفیات ذهنی) شناخته می‌شوند نظریه محاسباتی ذهن به علاوه با «زبان تفکر» هم مرتبظ‌اند. نظریهٔ «زبان تفکر» به ذهن اجازه می‌دهد که واقعیات خارجی پیچیده تری را به کمک معنا پردازش کند.

## تشبیه محاسبه گر
نظریه محاسباتی ذهن همان تشبیه محاسبگر نیست؛ همان‌طور که ذهن در واقع مانند یک محاسبگر عمل می‌کند ولی نه کاملاً. نظریه محاسباتی ذهن فقط از چند اصل مشابه با آنچه در محاسبات دیجیتال یافت می‌شود، استفاده می‌کند.
محاسبگر فقط به معنی یک کامپیوتر الکترونیکی مدرن نیست بلکه یک دست کاری‌کننده نمادهاست که اعمال گام به گام را برای محاسبه روی ورودی و ایجاد خروجی دنبال می‌کند. آلن تورینگ این نوع ماشین محاسبه گر را با ماشین تورینگ توصیف می‌کند.

## مترادف‌های وضعیت‌های ذهنی
نظریه محاسباتی ذهن می‌گوید که ذهن به عنوان یک عملگر نمادین عمل می‌کند و این که پدیده‌های ذهنی، پدیده‌های نمادین اند؛ همان‌طور که مترادف‌های یک زبان، اشکالی از کلمات و جملاتی است که به معانی آن‌ها مربوط است، مترادف‌های وضعیت‌های ذهنی، معانی پدیده‌ها هستند و همین تعریف «کلمات» زبان تفکر است. اگر این وضعیت‌های اساسی ذهنی بتوانند یک معنی خاص داشته باشند (همانند کلمات یک زبان که این گونه‌اند) آنگاه این، به این معنی است که وضعیت‌های ذهنی پیچیده‌تر (تفکرات) می‌توانند ایجاد شوند؛ وضعیت‌هایی که تا قبل از این، هرگر ایجاد نشده‌اند؛ درست همان طوری که جملات جدیدی که خوانده می‌شوند می‌توانند فهمیده شوند حتی اگر هرگز شناخته شده نباشند (به شرطی که اجزای اساسی فهمیده شوند و ساختار نحوی درست داشته باشند).

## نقد نظریه محاسباتی ذهن
استدلال‌هایی در مقابل نظریه محاسباتی ذهن وجود دارد. برخی از انتقادها شامل مباحث فیزیکی فرایند محاسبات می‌شوند. رندی گالیستل (به انگلیسی: C. Randy Gallistel) استاد دانشگاه راتگرز، در «آموزش و ارائه» در مورد برخی از مفاهیم یک سیستم واقع محاسباتی ذهن می‌نویسد. اساساً گالیستل با اشاره به محدودیت‌های ترمودینامیک در مدارهای مغزی این نظریه را نقد می‌کند. با حجم بالایی از اطلاعات، و سطح پایین از دست دادن مواد ضروری، ما باید بپرسیم که این مقدار انرژی از کجا می‌آید و چگونه این گرما و حرارت پراکنده می‌شود.
همچنین می‌تواند استدلال کرد که تمام افکار در مغز در واقع یک محاسبه نیست. این دید که به فکر (یا فرایند فکر) می‌توان مثل یک سیستم مبتنی بر عدد نگاه کرد (که بتوان آن را در کامپیوتر عادی حل کرد؛ مانند مسائل ماشین تورینگ) نیاز به قبول نظریه محاسباتی ذهن دارد. اگر این دید که می‌توان افکار را به اعداد تقلیل داد درست نیست، پس امکان ندارد نظریه محاسباتی ذهن درست باشد. در اینجا ایراد دیگری نیز بر این نظریه وارد است.

### اتاق چینی
جان سرل بیان کرده بود که آزمایش فکر که به اتاق چینی معروف شده‌است این مشکل را نشان می‌دهد. تصور کنید فردی در یک اتاق بدون هیچ گونه ارتباط با بیرون قرار دارد و تنها ارتباطش با دنیای بیرون یک تکه کاغذ است که آن را می‌تواند از زیر در رد و بدل کند. او با استفاده از یک سری کتاب برای رمزگشایی اقدام به یافتن «جواب» نوشتهٔ روی کاغذ می‌کند. تمام نمادهای رو کاغذ چینی اند و او می‌داند در کدام کتاب پاسخ این نماد وجود دارد و با نگاه کردن به آن می‌تواند پاسخ را بنویسد. در این صورت مرد چینی ای که در بیرون اتاق حضور دارد متوجه مکالمه می‌شود ولی مرد داخل اتاق متوجه نیست که چه می‌کند. این همان چیزی است که نظریه محاسباتی ذهن به ما می‌گوید؛ مدلی که در آن ذهن به سادگی نمادها را ترجمه می‌کند و نمادهای دیگری را به عنوان خروجی ایجاد می‌کند. در این صورت پس ذهن اصلاً نمی‌تواند یاد بگیرد و فکر کند. با این حال می‌توان در پاسخ به این استدلال گفته شود که مرد و کاغذ هیچ درکی از چینی ندارند، اگر چه این نقص از طبیعت آن‌ها برمی آید؛ در مقابل اگر به آن مرد، چینی بیاموزیم، آنگاه یک سیستم پیچیدهٔ ارتباطی زبان چینی خواهیم داشت.
سرل سوالات بیشتری را دربارهٔ آنچه که ما به منزلهٔ محاسبه در نظر می‌گیریم مطرح می‌کند:
دیوار پشت سر من همین الان در حال اجرای برنامه ورد استار (به انگلیسی: Wordstar) است، چون برخی از الگوهای جنبش مولکولی همریخت با ساختار الگوریتم ورد استار است. اما اگر دیوار ورد استار را پیاده‌سازی کرده بود، پس یک دیوار به اندازه کافی برای اجرای هر برنامه از جمله برنامه‌های اجرا شده در مغز نیز پیچیده‌تر می‌شد.
هیلاری پاتنم به‌طور مشابه ادعا می‌کند:
هر سیستم معمولی بازی یک اوتوماتای نامتناهی محض متناظر است
دانشمندان علوم کامپیوتر به این نقد با توسعهٔ توصیف مسائلی که قابل پیاده‌سازی اند پاسخ داده‌اند. علاوه بر این، راجر پنروز ایده‌ای را پیشنهاد کرده‌است که می‌گوید
ذهن انسان از مفاهیم محاسبه‌ای آشنای ما، برای کشف و حل مسائل پیچیدهٔ ریاضی استفاده نمی‌کند. این بدین معنی است که یک ماشین تورینگ معمولی نمی‌تواند مسائل ریاضی مشخصی را که انسان توانایی حل آن‌ها را دارد، حل کند».

## دانشمندان برجسته
- دنیل دنت فرضیهٔ پیش نویس‌های چندگانه[۹] (به انگلیسی: Multiple Drafts) را پیشنهاد می‌کند، که در آن آگاهی مفهومی است که در ارتباط با فضا و زمان در مغز است ولی این ارتباط واقعاً روشن و واضح نیست. آگاهی چیز دیگری جز محاسبه نیست یا به بیان دیگر هیچ تئاتر دکارتی[۱۰] وجود ندارد که شما در آن از محاسبات آگاه باشید.
- جری فُدُر بیان می‌کند که وضعیت‌های ذهنی، مانند باورها و آرزوها، پل ارتباطی است بین پدیده‌های دنیای واقعی با مفهیم انتزاعی ذهنی. او مدعی می‌شود که این پدیده‌ها می‌توانند به وسیلهٔ عناصر زبان تفکر(LOT) توصیف شوند. علاوه بر این، این زبان نه تنها یک توصیف‌کننده افکار است بلکه به خودی خود شکل دهندهٔ آن‌ها در مغز نیز هست. فُدُر به نوعی کارکردگرایی پایبند است و مدعی است که تفکر و دیگر فرایندهای ذهنی شامل یک سری محاسبه بر روی پدیده‌هایی است که تبدیل به زبان تفکر شده‌اند.
- دیوید مَر بیان می‌کند که فرایندهای شناختی را در سه سطح توصیف می‌شوند: سطح محاسباتی (که مسائل محاسباتی را توصیف می‌کند (به عنوان مثال تطبیق ورودی به خروجی) که توسط فرایند شناختی محاسبه می‌شوند)؛ سطح الگوریتمی (که الگوریتمی برای حل مسئله در سطح محاسباتی ارائه می‌دهد) و سطح اجرایی (که اجرای فیزیکی الگوریتم‌ها را از طریق سطح الگوریتمی در بسطر بیولوژیکی توصیف می‌کند، به عنوان مثال خود مغز). (مارس ۱۹۸۱)
- اولریک نیسر اصطلاح «روانشناسی شناختی» را در کتاب خود که در سال ۱۹۶۷ منتشر کرد (روانشناسی شناختی) به کار برد، نیسر انسان‌ها را به عنوان یک سیستم پویای پردازش اطلاعات که فعالیت‌های ذهنی آن ممکن است توسط محاسبات ایجاد شود، توصیف کرده‌است.
- استیون پینکر «زبان غریزه» را به عنوان یک تکامل در انسان که به صورت یک ظرفیت پیش فرض برای سخن گفتن است در نظر گرفت (در حالی که برای نوشتن این گونه نیست).
- هیلاری پاتنم کارکردگرایی (در فلسفه ذهن) را برای توصیف آگاهی پیشنهاد کرده‌است، این ایده بیانگر آن است که آگاهی معادل یک سری محاسبات است، بدون توجه به این که این محاسبات در مغز، کامپیوتر یا یک مغزِ در آزمایشگاه صورت گرفته باشد.
- برونو مارشال، استاد دانشگاه آزاد بروکسل (بلژیک)، در رساله دکتری[۱۱] خود (دانشگاه لیل، فرانسه، ۱۹۹۸، Calculabilité،physique et) ادعا کرده‌است که امور غیر مترقبه فیزیکی با تئوری محاسباتی ای که با استفاده از برهان‌هایی مانند برهان جفت‌کننده جهانی (به انگلیسی: Universal Dovetailer) یا برهان نمودار فیلم (به انگلیسی: Movie Graph) شکل گرفته‌اند، سازگار نیست.

## نظریه‌های جایگزین
- تداعی‌گرایی کلاسیک
- اتصال‌گرایی
- شناخت واقع
- چارچوب پیش‌بینی حافظه

## جستارهای خارجی
- A Computational Foundation for the Study of Cognition by دیوید چالمرز
- Computationalism: The Very Idea, an overview of computationalism by David Davenport.
- The Stanford Encyclopedia of Philosophy's entry on the computational theory
- The Cognitive Process Consciousness model of the Mind
- Fodor, The Mind Doesn't Work that Way
- Collection of links to online papers
- Bruno Marchal argues that physical supervenience is not compatible with computational theory (French) ‎